# Aleksander I (syn Heroda Wielkiego)
Aleksander I (ur. ok. 36 p.n.e., zm. ok. 8 p.n.e.) – królewicz żydowski.
Był synem Heroda Wielkiego i Mariamme I, księżniczki hasmonejskiej. W 24 p.n.e. razem ze swoim bratem Arystobulem I został wysłany do Rzymu w celach edukacyjnych. Ojciec przyjechał po nich w 17 p.n.e., a po powrocie do Judei nadał majątki i ożenił ich. Żoną Aleksandra I została Glafira, córka Archelaosa I Filopatrisa Ktistesa Sotera, ostatniego króla Kapadocji.
W 13/12 p.n.e. był obecny w Rzymie razem z Arystobulem I, gdzie przed cesarzem Oktawianem Augustem oskarżono go o spiskowanie przeciwko ojcu. Proces zakończył się pojednaniem Heroda z synami. Później Aleksander i Arystobul ponownie zostali oskarżeni, osądzeni w Berytos i straceni przez uduszenie w Samarii.